# Reinhardt-Zimmermann-Lösung
Die Reinhardt-Zimmermann-Lösung ist eine in der Analytischen Chemie eingesetzte Mischung aus Schwefelsäure, Mangan(II)-sulfat, Phosphorsäure in Wasser. Sie wird zur Redoxtitration von Eisen(II)-Ionen haltiger Proben mit Kaliumpermanganat verwendet. Sie ist nach ihren Erfindern Julius Clemens Zimmermann und C. Reinhardt benannt. Die Titration von Eisenhaltigen Proben mit Permanganat unter Salzsäure wäre ohne die Reinhardt-Zimmermann-Lösung nicht durchzuführen.

## Problemstellung
Titriert man eine Eisen(II)-Ionen haltige Lösung mit Kaliumpermanganat und Schwefelsäure, so wird erwartungsgemäß das Eisen(II) zu Eisen(III) oxidiert:
{\displaystyle \mathrm {MnO_{4}^{\,-}+5\ Fe^{2+}+8\ H_{3}O^{+}\ \longrightarrow \ Mn^{2+}+5\ Fe^{3+}+12\ H_{2}O} }
Möchte man statt Schwefelsäure jedoch Salzsäure verwenden, so treten einige Probleme auf:
- Die Titration dauert länger, da der Endpunkt nur schwer festzustellen ist
- Während der Titration ist der Geruch von Chlorgas wahrzunehmen

Beim Aufstellen eines Stoffmengenvergleichs fällt auf, dass bei der Verwendung von Salzsäure statt Schwefelsäure ein deutlicher Mehrverbrauch von Permanganat-Lösung vorhanden ist, um die gleiche Stoffmenge Eisen(II)-Ionen zu titrieren. Da Masse und Ladung nach den Grundsätzen der Chemie nicht verloren gehen können, ist es offensichtlich, dass das entstandene Chlorgas durch die Oxidation der Chlorid-Ionen vom Permanganat in der Lösung entstanden ist. Hierzu müssen die Standard-Elektrodenpotentiale betrachtet werden.:180
| Reaktion | Standard-Elektrodenpotential         |
| --- | ------------------------------------ |
| {\displaystyle \mathrm {{Cl_{2}}_{(g)}+2\ e^{-}\longrightarrow 2\ Cl_{(aq)}^{\,-}} }                                           | {\displaystyle 1{,}36\,\mathrm {V} } |
| {\displaystyle \mathrm {{MnO_{4}^{\,-}}_{(aq)}+8\ H_{3}O_{(aq)}^{+}+5\ e^{-}\longrightarrow Mn_{(aq)}^{2+}+12\ H_{2}O_{(l)}} } | {\displaystyle 1{,}51\,\mathrm {V} } |

Die Freiwilligkeit elektrochemischer Prozesse wird wie viele andere Vorgänge mit der Freien Enthalpie beschrieben.
{\displaystyle \Delta G_{m}^{\circ }=-z\cdot F\cdot E^{\circ }}
Je größer das Standardreduktionspotential, desto freiwilliger der Prozess:
{\displaystyle E^{\circ }(\mathrm {MnO_{4}^{\,-}/Mn^{2+}} )>E^{\circ }(\mathrm {Cl_{2}/Cl^{-}} )}
Folglich lässt sich vermuten, dass die Permanganat-Ionen die Chlorid-Ionen zu Chlorgas oxidieren.
Der deutsche Chemiker Hans J. Schäfer entdeckte 1954 jedoch, dass verdünnte Salzsäure von Permanganat-Ionen nicht oxidiert wird, obwohl dies von den Redoxpotentialen durchaus möglich wäre. Die Reaktion ist scheinbar kinetisch gehemmt und besitzt Überspannung.
Da Eisen(III)-Ionen keinen Einfluss auf die Reaktion von Permanganat mit Chlorid zeigen, ist die Ursache auf die Eisen(II)-Ionen zurückzuführen.

## Wirkungsweise
Julius Clemens Zimmermann stellte fest, dass die Zugabe von Mangan(II)-sulfat bei Beginn der Titration die Reaktionsstörung minimiert.
Folglich fördert die Anwesenheit von Eisen(II)-Ionen die Oxidation, während Mangan(II)-Ionen sie verhindern. Der kinetische Hintergrund der Reaktion scheint komplizierter als gedacht.
Zu Beginn des 20. Jahrhunderts waren es Zimmermann und Wilhelm Manchot, die die Hintergründe dieser Reaktion untersuchten.
Heute vermutet man, dass während der Reaktion kurzlebige Mangan(III)-Ionen entstehen, die die Induzierung der Oxidation von Chloridionen zu Chlor ermöglichen. Das Reduktionspotential des Systems
{\displaystyle \mathrm {Mn^{2+}\rightleftharpoons Mn^{3+}+e^{-}} }
welches 1,51 V beträgt ist hierbei entscheidend.
Allgemein gesagt sorgt die hohe Konzentration von Mangan(II)-Ionen zur Bildung von Mangan(III)-Ionen, welche das Oxidationspotential senken und die Reaktion beschleunigen. Die Oxidation von Chlorid ist somit gehemmt. Zusätzlich komplexiert die Phosphorsäure Mangan(III)-Ionen zu Mangan(III)Phosphat.
Ebenso wie das Mangan wird auch Eisen zu farblosem Eisen(III)-phosphat komplexiert. Die sonst in saurer Lösung entstehenden gelblichen Chlorsäuren des Eisens wie beispielsweise das {\displaystyle \mathrm {H_{3}[FeCl_{6}]} } würden die Erkennung des Endpunktes erschweren. Durch Herabsetzung der Eisen(III)-Ionen Konzentration wird auch das Redoxpotential von Eisen herabgesetzt und die Oxidation der Eisen(II)-Ionen erleichtert.:180–182

## Anwendung
Eine auf 100 ml verdünnte Salzsäurelösung wird mit 10 ml Reinhardt-Zimmermann-Lösung versetzt und titriert. Sollte die Eisenkonzentration bei 0,1 mol/l liegen und die Säurekonzentration 1 mol/l nicht übersteigen, kann der Fehler bei 0,2 % gehalten werden. Die Titration sollte langsam durchgeführt werden.

## Herstellung
Eine Mischung aus
- 1 Liter Phosphorsäure (bei einer Dichte von 1,3 g/cm³)
- 0,6 Liter Wasser
- 0,4 Liter Schwefelsäure (bei einer Dichte von 1,84 g/cm³)

wird zu einer Lösung aus 200g kristallinem Mangan(II)-sulfat in 1 Liter Wasser hinzugegeben.:182
Hier entstehen somit 3l der Reinhardt-Zimmermann-Lösung.

## Alternativen
Untersuchungen haben gezeigt, dass auch andere Substanzen wie
- Sulfate
- Acetate
- Fluoride
- Oxalate

die Oxidation der Chloridionen zu Chlor einigermaßen unterbinden können.